# 卢基乌斯·穆米乌斯
卢基乌斯·穆米乌斯（Lucius Mummius，前2世纪—前2世紀），罗马 的政治家和将军。在前146年担任执政官期间，他获得了荣名（agnomen）Achaicus，意为亚该亚征服者。他征服了亚该亚同盟并摧毁了科林斯，把整个亚该亚地区置于罗马的控制之下。

## 政治生涯

### 裁判官Praetor
在前154年，穆米乌斯担任远西班牙的裁判官，并镇压了前155-前150年卢西塔尼亚人叛乱。 他所用一场胜利逆转了他之前的形象，围困Ob Ocile和攻占了卢西塔尼亚最大的城市Oxthracae。他被授予一场罗马式凯旋。

### 科林斯
前146年，穆米乌斯当选执政官。他取代了梅特盧斯，成为亚该亚战争的指挥官。穆米乌斯轻松的战胜了无能的亚该亚领导人迪亚乌斯（Diaeus）,在击败了守城部队之后，穆米乌斯进入了科林斯 。所有的科林斯成年男子都被杀害，妇女和儿童被卖为奴隶，并将雕像、绘画和艺术作品运送回罗马. 科林斯被付之一炬。 然而，至少有两个古代作家记载科林斯并没有完全毁灭。 根据特奥多尔·蒙森的解释，在科林斯的暴行，与穆米乌斯平常作风不同，这场屠杀或许是罗马商业集团（the mercantile party）授意，由元老院出面下达的命令，为了打击一个危险的商业竞争对手。根据波利比烏斯的说法，穆米乌斯无法抗拒周边对他施加的压力。

在随后解决的事务过程中，穆米乌斯显示出强有力的政治手腕和公正正直，使他获得了公民的尊重。 尤其是他不触犯当地人的宗教信仰。他回到罗马后，他荣获了罗马式凯旋，并且是第一个平民（plebeian）出身的新人（homo novus），因为军事活动获得荣名的人。

### 监察官
前142年，穆米乌斯同小西庇阿一同担任监察官，他的严厉使得他经常和宽宏大量同事起冲突。